# Joachim Diederichs (Kunsthistoriker)
Joachim Diederichs (*  7. Oktober 1945 in Jena) ist ein österreichischer Kunsthistoriker, Kulturjournalist und Verleger.

## Werdegang
Joachim Diederichs entstammt der Familie des Verlegers Eugen Diederichs. 1949 floh die Familie von Jena nach Köln. 1958 orientierte er sich auf die Vermittlungsarbeit gegenwärtiger Kunst. 1961 bis 1962 prägten ihn Abendkurse von Karl Marx zur Kunst des 20. Jahrhunderts. 1965 bis 1967 war er Orchestermusiker im Stabsmusikkorps Siegburg/Bonn. Er studierte ab 1967 in München bei Erich Hubala. Schwerpunkt seines Studiums war die Kunst des Barock. Er unternahm eine Studienreise in sieben Museumsstädte der USA und nahm am Studentenkongress zur Museumsreform mit Hugo Borger teil. 1975 schloss er sein Studium an der Ruhr-Universität Bochum bei Bernhard Kerber und Max Imdahl mit einer Dissertation zum Thema Happening und Multimedia ab. 

## Berufliche Karriere
In Köln bearbeitete er als Stipendiat der Fritz Thyssen Stiftung den Museumskatalog des 20. Jahrhunderts und den Katalog der Sammlung Ludwig Köln. Für den Kölnischen Kunstverein erarbeitete er für die von Szeemann kuratierte Ausstellung Happening & Fluxus eine Dokumentation. Auf der Documenta 1975/77 in Kassel arbeitete er u. a. für Manfred Schneckenburger sowie im Sektor Künstlerbücher, und er war verantwortlich für die Performances. Er assistierte Laurie Anderson, Marina Abramovic, Stuart Brisley, Joseph Beuys, Christo, Jochen Gerz und Nam June Paik.
1979 initiiert er in Wien mit drei Ausstellungen die Gründung der Artothek, angestellt von Helmut Zilk. 
Von 1980 bis 1990 war er Leiter der Kunsthalle Wilhelmshaven und kuratierte während dieses Zeitraums 100 überregionale Ausstellungen zusammen mit der Mülheimer Freiheit, Rolf Julius, Franz Erhard Walther, Peter Weibel. Außerdem organisierte er das Spezialprogramm für den Verein der Kunstfreunde für Wilhelmshaven. sowie das Außen-Skulpturenprogramm der Kunsthalle und das Symposium bootschaften.
1990 übersiedelte die Familie nach Wien. Auf Einladung der Republik Senegal besuchte Diederichs zahlreiche Arbeitsorte der Künstler wie die Ateliers von Amadou Kre M'Baye, El Hadji Sy und Amadou Sow. Daraufhin wurde er zur Durchführung der globalen Wanderausstellung in deutschsprachigen Landen engagiert und präsentierte Arbeiten von 72 Künstlern in Oldenburg, Bonn, Würzburg und Wien. Dann, im Auftrag des Auswärtigen Amtes unter Hans-Dietrich Genscher, brachte er „Wandmalerei“ als Ausstellungspräsentation mit fünf Künstlern zum Nord-Süd-Dialog in die Nationalgalerie Dakar. Er kuratierte „Menschen ohne Maske“ als Ausstellungsprojekt zu Menschenbild und Karikatur auf Schloss Ottenstein/Nö mit Manfred Deix, Valie Export, Adolf Frohner, Rudolf Hausner, Maria Lassnig, Friederike Pezold, Arnulf Rainer, Mario Terzic und Erwin Wurm.

## Musik und Kunst
Die Arnold Schönberg Gedenkausstellung konnte er in Deutschland im Auftrag der Schönberg-Gesellschaft platzieren. „Sound als Medium Bildender Kunst“ untersuchte er zum Symposium auf Schloss Lengenfeld „Audio Scene ’79“ im Auftrag des Wissenschaftsministeriums. Er edierte die Gesamtausgabe Josef Matthias Hauer mit Schriften und neuen Dokumenten, publizierte Detailuntersuchungen und Vorträge.
Seit 1993 gibt er im Verlag Lafite gemeinsam mit der Musikpublizistin Marion Diederichs-Lafite die Reihe Komponisten unserer Zeit heraus, wie Friedrich Cerha, HK Gruber, Dieter Kaufmann, Paul Kont, György Ligeti, Anestis Logothetis, Kurt Schwertsik. Er gründete MUSIKZEITgespräche zum Dialog mit der Öffentlichkeit. Die Produktionsreihen bündelte er unter dem Dachbegriff MUSIKZEIT. Musikmessen in Frankfurt, Cannes wie in Ried wurden zu multimedialem Marketing genutzt. Ausstellungen in kulturpolitischem Horizont wurden in Wien und Alpbach präsent. Als Verleger ediert er Dokumentationen zur Musik in und aus Wien.

## Publikationen (Auswahl)
- Allan Kaprow. Werkgenese mit Theorie zu „Kunst und Leben“. Dissertation, Ruhr-Universität Bochum, Selbstverlag 1975.
- Kunstverleih – Devise in demokratischer Zeit. Materialien zur staatlichen Kunstförderung in Österreich. Bundesministerium für Unterricht und Kunst, Wien 1979, S. 354–372.
- Künstler aus Ungarn. Mit Dokumentation seit 1966. Katalogbuch, Wilhelmshaven 1980, 100 S.
- Wilhelmshaven Stadtgesicht. Sozialbau- u. Gartenstadt, Katalog mit Beilage, Wilhelmshaven 1982.
- Begegnungen – Kunst im öffentlichen Raum. Kulturamt, Wilhelmshaven 1986.
- Kunst an der Jade 1912–1987. Verein der Kunstfreunde, Wilhelmshaven 1987.
- Boote und Schiffe in zeitgenössischer Kunst. Materialbuch, Kunsthalle, Wilhelmshaven 1988.
- Yala Yana – Kunst der Gegenwart aus dem Senegal. Ausstellungskatalog Oldenburg, Bonn, Würzburg. Wienand Verlag, Köln 1991.
- Künste und Regelwerk – J. M. Hauer transdisziplinär. Hrsg. Hochschule der Künste, Bern 2010, Verlag Silke Schreiber, München 2013. S. 109–120. ISBN 978-3-88960-133-9.
- Musik von universeller Struktur – J. M. Hauers Schritte. Kunst, Kontext, Kultur – Festschrift Manfred Wagner. Herausgegeben von Gerald Bast, Springer, Wien 2012, ISBN 978-3-7091-1179-6, S. 72–97.
- J. M. Hauer – Symphonie als Klangwelt, Schmidt-Studien XVII, Doblinger, Wien 2014. S. 96–116. ISBN 978-3-902667-53-3.
- Von wem stammt die Melodie der österreichischen Bundeshymne? In: Österreichische Musikzeitschrift. Jahrgang 73, Heft 1, S. 79–82. Hollitzer, Wien 2018, ISBN 978-3-99012-468-0.